# The King Murder

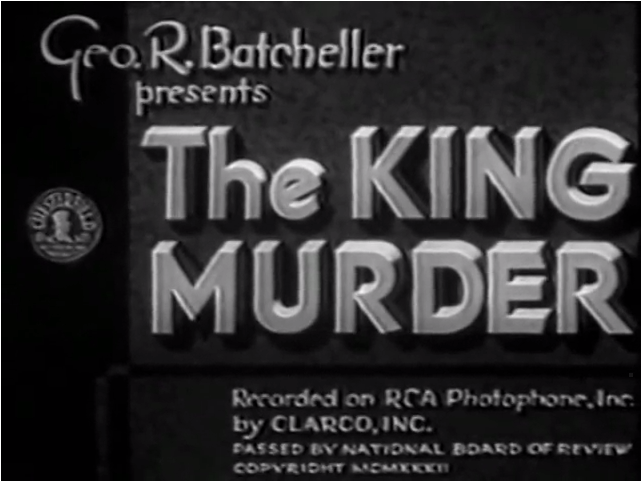

The King Murder è un film del 1932 diretto da Richard Thorpe. Variety ipotizzava che la sceneggiatura si basasse sul delitto insoluto di Dot King, delitto commesso il 15 marzo 1923.

## Trama
Henry Barton, capo della squadra omicidi, riceve una telefonata da Elizabeth Hawthorne, una sua amica sposata, che gli racconta di temere per il suo matrimonio, in quanto il marito ha una relazione con Miriam King, una bionda avventuriera. Per aiutare Elizabeth, di cui è stato innamorato, Barton si incontra a pranzo con Hawthorne. Ma i due vengono interrotti da uno dei detective di Henry che avverte il suo capo che Miriam è stata assassinata. Il marito è sconvolto dalla notizia e Barton gli promette di indagare sul delitto. Un poliziotto, messo a guardia del cadavere di Miriam, viene trovato morto nell'appartamento. La polizia punta i suoi sospetti sul giovane che aveva scoperto il corpo della donna, ma poi si scoprirà che lui si era introdotto in casa di Miriam solo per sottrarle alcune lettere compromettenti con cui lei lo aveva ricattato. Henry scopre che il vero omicida è il marito di Elizabeth quando quest'ultimo lo avverte di non toccare alcune puntine del fonografo perché avvelenate. Henry resterà a consolare Elizabeth quando lei resterà vedova: Hawthorne, infatti, muore a causa del veleno delle puntine.

## Produzione
Il film fu prodotto dalla Chesterfield Motion Pictures Corporation.

## Distribuzione
Distribuito dalla Chesterfield Motion Pictures Corporation, il film uscì nelle sale cinematografiche statunitensi il 10 ottobre 1932 dopo essere stato presentato in prima a New York.
Nel 1993, la Sinister Cinema lo distribuì sul mercato americano in VHS. In DVD, il film uscì nel 2004 e nel 2007, distribuito dalla Alpha Video Distributors e dalla Reel Media International.